# クリスチャン・サイボーグ
クリスチャン・サイボーグ（Cristiane Cyborg、1985年7月9日 - ）は、ブラジルとアメリカ合衆国の女性総合格闘家、プロボクサー。パラナ州クリチバ出身。アメリカ合衆国カリフォルニア州サンディエゴ在住。シュートボクセ・アカデミー所属。現Bellator世界女子フェザー級王者。現PFL世界女子フェザー級スーパーファイト王者。元UFC世界女子フェザー級王者。元Invicta FC世界フェザー級王者。元Strikeforce女子フェザー級王者。クリス・サイボーグとも表記される。
UFC、Bellator、Strikeforce、Invicta FCといった総合格闘技メジャー団体のタイトルを獲得し、女子総合格闘技において無類の強さを誇る。2018年にアマンダ・ヌネスに敗れるまで、総合格闘技において13年7カ月間無敗という驚異的な戦績を誇った。

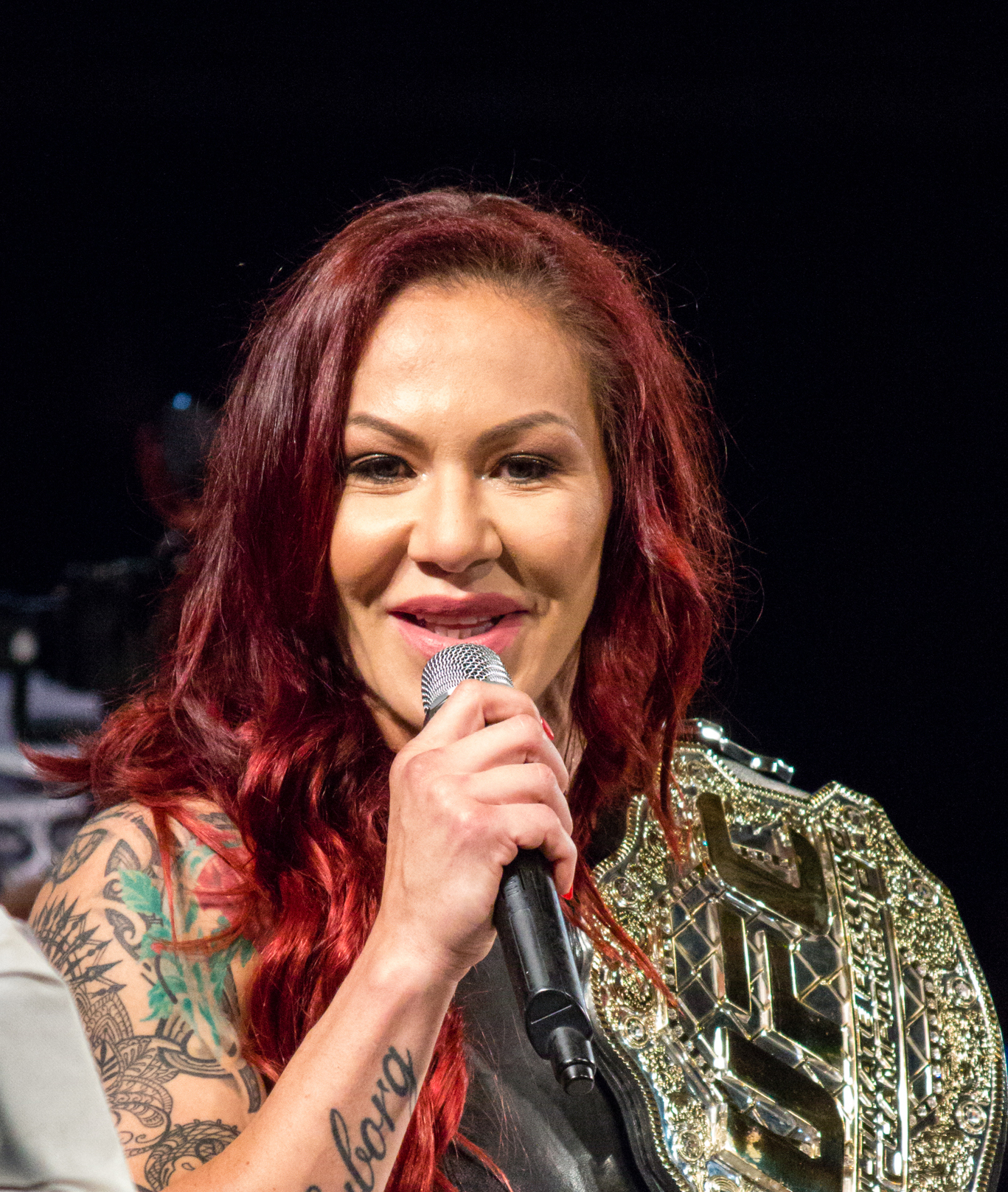
UFC世界王者時代のサイボーグ (2018年)

## 来歴
ブラジル代表クラスのハンドボール選手であったが、フジマール会長に見出され、シュートボクセ・アカデミーに入門。
2005年5月17日、Showfightでプロ総合格闘技デビュー。
2006年9月、エヴァンゲリスタ・サイボーグと結婚。結婚により本名がクリスチアーニ・ジュスチーノ・ヴェナンシオ・サントスに改名された。
2008年7月26日、初参戦となったEliteXCでシェイナ・ベイズラーと対戦し、パンチでTKO勝ちを収めた。
2008年10月4日、EliteXCで高橋洋子と対戦し、判定勝ちを収めた。

### Strikeforce
2009年4月11日、Strikeforce初参戦となったStrikeforce: Shamrock vs. Diazで赤野仁美と対戦し、TKO勝ち。この試合は146ポンド（約66kg）契約であったが、前日計量1回目で152ポンド（約69kg）となるなど体重超過となった。

#### Strikeforce世界王座獲得
2009年8月15日、Strikeforce: Carano vs. Cyborgのメインイベントで初代Strikeforce女子145ポンド級（-66kg）王座決定戦でジーナ・カラーノと対戦。試合序盤から打撃で優勢となり、1ラウンド終了間際にパウンドによるTKO勝ちを収め王座獲得に成功した。
2009年9月26日、アブダビコンバット女子60kg超級に出場し、3位入賞を果たした。この大会で持病でもある両肩を痛め、出場予定であった11月7日のStrikeforceは欠場となった。
2010年1月30日、Strikeforce: Miamiにおいて行なわれた初防衛戦で挑戦者マルース・クーネンと対戦。得意の打撃で攻勢に出て3ラウンドにパウンドによるTKO勝ちで王座防衛に成功した。
2010年6月26日、Strikeforce: Fedor vs. Werdumにおいて、145ポンド級からミドル級へ名称変更されて行なわれた2度目の防衛戦で挑戦者ジャン・フィニーと対戦し、ボディへの膝蹴りでKO勝ちで王座防衛に成功した。
2012年1月6日、2011年12月17日のStrikeforce: Melendez vs. Masvidalにおいて、ミドル級からフェザー級へ名称変更されて行われた3度目の防衛戦でHIROKOと対戦し、KO勝ちしたサイボーグにスタノゾロールの陽性反応があったとカリフォルニア州アスレチック・コミッションが発表。サイボーグは1年間の出場停止と2,500ドルの罰金が科せられ、HIROKO戦の裁定はノーコンテストに訂正された。
上記事項に伴い、Strikeforce女子フェザー級王座を剥奪したとダナ・ホワイトが発表した。
2012年2月6日、ブラジルのサイト上で2011年12月にエヴァンゲリスタ・サイボーグと離婚していたことを発表した。離婚により本名がクリスチアーニ・ジュスチーノ・ヴェナンシオに改名された。

#### Invicta世界王座獲得
2013年7月13日、Invicta FCフェザー級王座決定戦でマルース・クーネンと対戦。4RTKO勝利を収め王座獲得に成功した。
2015年2月27日、Invicta FC 11のフェザー級タイトルマッチでシャーメイン・ツイーツと対戦し、スタンドパンチ連打でTKO勝ちを収め王座の初防衛に成功した。サイボーグはランダムドーピング検査を2度パスしてこの試合前に臨んだ。
2015年7月9日、Invicta FC 13のフェザー級タイトルマッチでフェイス・ヴァン・ドゥインと対戦し、パウンドでTKO勝ちを収め2度目の王座防衛に成功した。

### UFC
2016年5月14日、UFC初戦となったUFC 198でレスリー・スミスと、普段試合を行っているフェザー級より5ポンド軽い140ポンド（-64kg）契約で対戦し、TKO勝ち。
2016年9月24日、UFC Fight Night: Cyborg vs. Lansbergでリナ・ランズバーグと140ポンド（-64kg）契約で対戦し、TKO勝ち。
2016年12月5日にドーピング検査で利尿薬のスピロノラクトンが検出されるが、全米アンチドーピング機関（USADA）による調査の結果、医師の適切な医療行為により処方されたものであると認められ、2017年2月17日に処分が解除された。

#### UFC世界王座獲得
2017年7月29日、UFC 214のUFC世界女子フェザー級王座決定戦でInvicta FC世界バンタム級王者トーニャ・エヴァンジャーと対戦し、膝蹴り連打でTKO勝ちを収め、王座獲得に成功した。
2017年12月30日、UFC 219のUFC世界女子フェザー級タイトルマッチで挑戦者ホリー・ホルムと対戦し、3-0の判定勝ちを収め王座の初防衛に成功。ファイト・オブ・ザ・ナイトを受賞した。
2018年3月3日、UFC 222のUFC世界女子フェザー級タイトルマッチでInvicta FC世界バンタム級王者ヤナ・クニツカヤと対戦し、パウンドでTKO勝ちを収め2度目の防衛に成功した。

#### 世界王座陥落
2018年12月29日、UFC 232のUFC世界女子フェザー級タイトルマッチで一階級下のUFC世界女子バンタム級王者アマンダ・ヌネスの挑戦を受け、右フックで1RKO負け。UFCで初黒星を喫し、王座陥落した。なお、サイボーグの敗戦は総合格闘技デビュー戦以来、実に約13年半ぶりの出来事である。
2019年7月27日、UFC 240でInvicta FC世界フェザー級王者フェリシア・スペンサーと対戦し、3-0の判定勝ち。

### Bellator

#### Bellator世界王座獲得
2020年1月25日、Bellator初戦となったBellator 238のBellator世界女子フェザー級タイトルマッチで王者ジュリア・バッドに挑戦。全局面で終始バッドを圧倒し、4Rに右ボディストレートでTKO勝ちを収め、王座獲得に成功した。
2020年10月15日、Bellator 249のBellator世界女子フェザー級タイトルマッチで挑戦者アーリーン・ブレンカウと対戦し、リアネイキドチョークで2R一本勝ち。王座の初防衛に成功した。
2021年5月21日、Bellator 259のBellator世界女子フェザー級タイトルマッチで女子フェザー級ランキング4位の挑戦者レスリー・スミスと再戦し、右ストレートでダウンを奪いパウンドで5RTKO勝ち。2度目の王座防衛に成功した。
2021年11月11日、Bellator 271のBellator世界女子フェザー級タイトルマッチで女子フェザー級ランキング5位の挑戦者シネイド・カバナと対戦し、右フックでダウンを奪いパウンドで1RKO勝ち。3度目の王座防衛に成功した。
2022年4月23日、Bellator 279のBellator世界女子フェザー級タイトルマッチで女子フェザー級ランキング1位の挑戦者アーリーン・ブレンカウと再戦。1Rに手をついた状態のブレンカウの頭部へ膝蹴りを放ち1ポイント減点されたものの、優勢に試合を進めて3-0の5R判定勝ち。4度目の王座防衛に成功した。
2023年10月7日、Bellator 300のBellator世界女子フェザー級タイトルマッチで女子フェザー級ランキング1位の挑戦者キャット・ジンガノと対戦し、パウンドで1RTKO勝ち。5度目の王座防衛に成功した。

### PFL

#### PFLスーパーファイト王座獲得
2024年10月19日、PFL初参戦となったPFL Super FightsのPFL世界女子フェザー級スーパーファイト王座決定戦でPFL女子ライト級トーナメント2022ならびにPFL女子フェザー級トーナメント2023王者のラリッサ・パシェコと対戦し、3-0の5R判定勝ち。王座獲得に成功した。

## 人物・エピソード
- 2016年にアメリカ合衆国の市民権を取得している。

## 戦績

### 総合格闘技
| 総合格闘技 戦績 | 総合格闘技 戦績 | 総合格闘技 戦績 | 総合格闘技 戦績 | 総合格闘技 戦績 | 総合格闘技 戦績 | 総合格闘技 戦績 |
| --------------- | --------------- | --------------- | --------------- | --------------- | --------------- | --------------- |
| 31 試合         | (T)KO           | 一本            | 判定            | その他          | 引き分け        | 無効試合        |
| 28 勝           | 21              | 1               | 6               | 0               | 0               | 1               |
| 2 敗            | 1               | 1               | 0               | 0               | 0               | 1               |

| 勝敗 | 対戦相手                   | 試合結果                                 | 大会名                                                                                 | 開催年月日     |
| ○    | ラリッサ・パシェコ         | 5分5R終了 判定3-0                        | PFL Super Fights: Battle of the Giants 【PFL女子フェザー級スーパーファイト王座決定戦】 | 2024年10月19日 |
| ○    | キャット・ジンガノ         | 1R 4:01 TKO（パウンド）                  | Bellator 300: Nurmagomedov vs. Primus 【Bellator世界女子フェザー級タイトルマッチ】     | 2023年10月7日  |
| ○    | アーリーン・ブレンカウ     | 5分5R終了 判定3-0                        | Bellator 279: Cyborg vs. Blencowe 2 【Bellator世界女子フェザー級タイトルマッチ】       | 2022年4月23日  |
| ○    | シネイド・カバナ           | 1R 1:32 KO（右フック→パウンド）          | Bellator 271: Cyborg vs. Kavanagh 【Bellator世界女子フェザー級タイトルマッチ】         | 2021年11月12日 |
| ○    | レスリー・スミス           | 5R 4:51 TKO（右ストレート→パウンド）     | Bellator 259: Cyborg vs. Smith 2 【Bellator世界女子フェザー級タイトルマッチ】          | 2021年5月21日  |
| ○    | アーリーン・ブレンカウ     | 2R 2:36 リアネイキドチョーク             | Bellator 249: Cyborg vs. Blencowe 【Bellator世界女子フェザー級タイトルマッチ】         | 2020年10月15日 |
| ○    | ジュリア・バッド           | 4R 1:14 TKO（右ボディストレート）        | Bellator 238: Budd vs. Cyborg 【Bellator世界女子フェザー級タイトルマッチ】             | 2020年1月25日  |
| ○    | フェリシア・スペンサー     | 5分3R終了 判定3-0                        | UFC 240: Holloway vs. Edgar                                                            | 2019年7月27日  |
| ×    | アマンダ・ヌネス           | 1R 0:51 KO（右フック）                   | UFC 232: Jones vs. Gustafsson 2 【UFC世界女子フェザー級タイトルマッチ】                | 2018年12月29日 |
| ○    | ヤナ・クニツカヤ           | 1R 3:25 TKO（右フック→パウンド）         | UFC 222: Cyborg vs. Kunitskaya 【UFC世界女子フェザー級タイトルマッチ】                 | 2018年3月3日   |
| ○    | ホリー・ホルム             | 5分5R終了 判定3-0                        | UFC 219: Cyborg vs. Holm 【UFC世界女子フェザー級タイトルマッチ】                       | 2017年12月30日 |
| ○    | トーニャ・エヴァンジャー   | 3R 1:56 TKO（膝蹴り連打）                | UFC 214: Cormier vs. Jones 2 【UFC世界女子フェザー級王座決定戦】                       | 2017年7月29日  |
| ○    | リナ・ランズバーグ         | 2R 2:29 TKO（パウンド）                  | UFC Fight Night: Cyborg vs. Lansberg                                                   | 2016年9月24日  |
| ○    | レスリー・スミス           | 1R 1:21 TKO（右フック→パウンド）         | UFC 198: Werdum vs. Miocic                                                             | 2016年5月14日  |
| ○    | ダリア・イブラギモワ       | 1R 4:58 KO（右フック→パウンド）          | Invicta FC 15: Cyborg vs. Ibragimova 【Invicta FCフェザー級タイトルマッチ】            | 2016年1月16日  |
| ○    | フェイス・ヴァン・ドゥイン | 1R 0:45 TKO（ボディへの膝蹴り→パウンド） | Invicta FC 13: Cyborg vs. Van Duin 【Invicta FCフェザー級タイトルマッチ】              | 2015年7月10日  |
| ○    | シャーメイン・ツイーツ     | 1R 0:46 TKO（スタンドパンチ連打）        | Invicta FC 11: Cyborg vs. Tweet 【Invicta FCフェザー級タイトルマッチ】                 | 2015年2月27日  |
| ○    | マルース・クーネン         | 4R 4:02 TKO（パウンド）                  | Invicta FC 6: Coenen vs. Cyborg 【Invicta FCフェザー級王座決定戦】                     | 2013年7月13日  |
| ○    | フィオナ・マクスロー       | 1R 3:46 TKO（パンチ連打）                | Invicta FC 5: Penne vs. Waterson                                                       | 2013年4月5日   |
| －   | HIROKO                     | 無効試合（薬物検査失格）                 | Strikeforce: Melendez vs. Masvidal 【Strikeforce女子フェザー級タイトルマッチ】         | 2011年12月17日 |
| ○    | ジャン・フィニー           | 2R 2:56 KO（ボディへの膝蹴り）           | Strikeforce: Fedor vs. Werdum 【Strikeforce女子ミドル級タイトルマッチ】                | 2010年6月26日  |
| ○    | マルース・クーネン         | 3R 3:40 TKO（パウンド）                  | Strikeforce: Miami 【Strikeforce女子ミドル級タイトルマッチ】                           | 2010年1月30日  |
| ○    | ジーナ・カラーノ           | 1R 4:59 TKO（パウンド）                  | Strikeforce: Carano vs. Cyborg 【Strikeforce女子145ポンド級王座決定戦】                | 2009年8月15日  |
| ○    | 赤野仁美                   | 3R 0:35 TKO（スタンドパンチ連打）        | Strikeforce: Shamrock vs. Diaz                                                         | 2009年4月11日  |
| ○    | 高橋洋子                   | 3分3R終了 判定3-0                        | EliteXC: Heat                                                                          | 2008年10月4日  |
| ○    | シェイナ・ベイズラー       | 2R 2:48 TKO（パンチ連打）                | EliteXC: Unfinished Business                                                           | 2008年7月26日  |
| ○    | マリセ・ビトーリア         | 1R 1:27 TKO（タオル投入）                | Storm Samurai 12                                                                       | 2006年11月25日 |
| ○    | エライン・サンチアゴ       | 1R 2:46 TKO（タオル投入）                | Storm Samurai 11                                                                       | 2006年5月21日  |
| ○    | クリス・ショローダー       | 1R 0:42 TKO（マウントパンチ）            | Storm Samurai 10                                                                       | 2006年1月28日  |
| ○    | ヴァネッサ・ポルト         | 5分3R終了 判定3-0                        | Storm Samurai 9                                                                        | 2005年11月20日 |
| ×    | エリカ・パエス             | 1R 1:46 膝十字固め                       | Showfight 2                                                                            | 2005年5月17日  |

### キックボクシング
| キックボクシング 戦績 | キックボクシング 戦績 | キックボクシング 戦績 | キックボクシング 戦績 | キックボクシング 戦績 | キックボクシング 戦績 | キックボクシング 戦績 |
| --------------------- | --------------------- | --------------------- | --------------------- | --------------------- | --------------------- | --------------------- |
| 3 試合                | (T)KO                 | 判定                  | その他                | 引き分け              | 無効試合              |                       |
| 2 勝                  | 2                     | 0                     | 0                     | 0                     | 0                     |                       |
| 1 敗                  | 0                     | 1                     | 0                     | 0                     | 0                     |                       |

| 勝敗 | 対戦相手             | 試合結果    | 大会名                                                     | 開催年月日     |
| ×    | ヨリーナ・バース     | 5R終了 判定 | Lion Fight 14 【Lion Fight世界女子ウェルター級王座決定戦】 | 2014年3月28日  |
| ○    | ジェニファー・コロム | 3R 0:54 TKO | Lion Fight 11                                              | 2013年9月20日  |
| ○    | エドナ・グロリア     | 1R 1:30 KO  | Estimulo de Muay Thai                                      | 2006年10月21日 |

### ボクシング
- 4戦 4勝 2KO

## 獲得タイトル
- 初代Strikeforce女子フェザー級王座（2009年）
- ADCC 2009 女子60kg超級 第3位（2009年）
- 初代Invicta FC世界フェザー級王座（2013年）
- 第2代UFC世界女子フェザー級王座（2017年）
- 第2代Bellator世界女子フェザー級王座（2020年）
- 初代PFL世界女子フェザー級スーパーファイト王座（2024年）

## 表彰
- ブラジリアン柔術 茶帯
- ムエタイ 黒帯
- UFC ファイト・オブ・ザ・ナイト（1回）
- Invicta FC パフォーマンス・オブ・ザ・ナイト（2回）
- Strikeforce 女子ファイター・オブ・ザ・イヤー（2010年）
- SHERDOG ビートダウン・オブ・ザ・イヤー（2010年）
- スポーツ・イラストレイテッド 女子ファイター・オブ・ザ・イヤー（2009年）
- Examiner.com 女子ファイター・オブ・ザ・イヤー（2009年）